# ダーリン・イン・ザ・フランキス
『ダーリン・イン・ザ・フランキス』(DARLING in the FRANXX) は、TRIGGER・A-1 Pictures共同制作による日本のテレビアニメ作品。公式略称は『ダリフラ』。2018年1月から7月にかけてTOKYO MXほかにて放送された。

## 製作
2017年7月5日、TRIGGERとA-1 Picturesの共同制作オリジナルアニメーション企画として、『天元突破グレンラガン』第1話（再放送）のCM内で発表された。TRIGGERにとっては、初のロボットアニメ作品となる。スタッフには監督の錦織敦史を筆頭に、『新世紀エヴァンゲリオン』・『トップをねらえ2!』や『天元突破グレンラガン』に携わったスタッフが名を連ねている。なお、シリーズ構成は錦織とMAGES.の林直孝が担当する。

## あらすじ
高いエネルギー効率をもつ「マグマ燃料」の採掘によって地殻変動や環境破壊が進んだ世界。荒廃した地上で生き抜くため、人類は巨大移動要塞都市を建造し、その中で生活していたが、謎の巨大生物叫竜（）が出現し、平和を脅かしていた。これに対抗するため、天才科学者集団「APE」はフランクスという男女二人乗りの巨大兵器を開発。そのパイロットであるパラサイトとするためだけに、名前ももたないコドモ達を育成していた。
第一部（第1話 - 第6話）
フランクスと同調する力を失い、自身の存在価値を見失っていた第13都市部隊のパラサイトであるヒロは、ある日、APE直属部隊「9's」のエースパイロットで叫竜の血を引くとされる少女・ゼロツーと出会い、彼女から興味を持たれる。ヒロの同級生たちが正規のパイロットとして認められる入隊式の日、第13都市を襲ってきた叫竜を倒すために、ヒロはゼロツーが乗るフランクス・ストレリチアを起動させることに成功し、叫竜を圧倒的な力で撃破する。自分の居場所を見出したヒロは、周囲の反対や不信にさらされながらも、パートナー殺しの悪名がうわさされるゼロツーと共に戦うことを決意。肉体の異変に悩まされながらもゼロツーとの同調を成し遂げ、彼女と正式なパートナーとなる。
第二部（第7話 - 第15話）
パラサイトとして認められたヒロとゼロツーを加えた13都市部隊のコドモたちは、本来経験することのない思春期によって変化する男女間の関係に翻弄されながらも、叫竜との戦いを勝ち抜き、グランクレバスと呼ばれる叫竜の巣窟へと近づいていく。そんな中、竜化が進み精神的に不安定になったゼロツーは、人間になりたいという思いから、次第にヒロを消耗品のようにあつかう戦いを行うようになるが、その過程でゼロツーの意識と深くつながったヒロは、幼少期にゼロツーと出会っていたことを思い出す。ゼロツーの独断行動を危険視したコドモたちや上層部の判断で、ゼロツーは9'sに帰還するが、グランクレバス制圧作戦の最中、ゼロツーを大事な存在と再確認したヒロは、仲間の助力を得て孤軍奮闘するゼロツーと邂逅。お互いの気持ちを確かめ合った2人はストレリチアの能力を最大限に引き出し、グランクレバスの制圧を果たす。
第三部（第16話 - 第19話）
グランクレバス戦から約1ヶ月が経過した頃。第13都市は壊滅的な損害を受け、ヒロたちの住処であるミストルティンへの補給も滞りがちになり、それまで世話をしてくれていたオトナ達も姿を現さなくなったため、第13都市のパラサイトたちは自給自足での生活を余儀なくされる。ヒロたちはその中でさらに絆を深め合い、ゼロツーへの猜疑心も払拭され、彼女を完全に仲間として受け入れていた。そんなある日、9'sが第13都市を訪れ、ココロが出産に関する本を持っていたことを咎める。男女で命を生み出せることに未来への希望を抱いていたココロは悲しみ、ショックを受けるが、ミツルはココロに好意を告白し、彼女と肉体関係を持つ。
同じ頃、七賢人のうち2人が「叫竜の姫」と呼ばれる少女の元を訪れ、人類と叫竜の戦争を終わらせるために降伏勧告を行う。しかし姫はそれを無視して2人を殺害する。
翌日、ミストルティンを破棄することを告げられた第13都市のコドモたちは、ヒロの提案によりミツルとココロが結婚式を挙げることになるが、結婚式の途中に9'sとAPEの部隊がミストルティンを襲撃し、ミツルとココロがAPEに拉致される。そしてパラサイト強制収容所「トリノス」に移動した第13都市のパラサイト達は、ミツルとココロがAPEに記憶を操作されたと知り、オトナに対して不信感を募らせ、第13都市部隊は次作戦が終わり次第、APEの保護下から離れることを宣言する。
第四部（第20話 - 第24話）
あくる日、グランクレバスの地下に眠っていた最終兵器「スターエンティティ」を使い、叫竜を全滅させる最終作戦が決行され、ストレリチアはスターエンティティと接続するためにグランクレバスの最下層を目指す。だが、そこに叫竜の姫こと001が現れ、今まで戦ってきた叫竜は彼女たち叫竜人が作ったものであり、フランクスもそれを元にしていること、その目的は宇宙からの侵略者「VIRM（ヴィルム）」に対抗するためであったことを明かす。001はゼロツーをストレリチアから強引に降ろしてスターエンティティと接続するが、七賢人の中に混ざっていたVIRMのスパイによって細工が施されており、001が乗り込んだ時に地球を消滅させる超巨大爆弾と化すようになっていた。ヒロが001とコネクトして時間を稼ぐ間、第13都市部隊の援護を受けてスターエンティティにたどり着いたゼロツーは、瀕死のヒロとコネクトを試みる。その姿に感心した001は、地球を守るために自身の力を全てヒロとゼロツーに託し、スターエンティティは真の姿、ストレリチア・アパスに進化を遂げ、VIRMの斥候部隊を退けた。しかし、ゼロツーはVIRMの本隊を叩くために自分の意識をストレリチアに宿し、身体とヒロを地上に置いて叫竜たちと共に火星周辺宙域へと旅立ってしまう。
戦いの後、コドモ達は生きる糧を得るために力を合わせて地上の開墾に乗り出すが、マグマ燃料の枯渇で荒れ果てた大地には植物が根付くことはなかった。さらにココロの妊娠やイチゴの過労など、第13都市部隊も様々な理由で追い詰められていた。そんな折、ヒロはゼロツーと一瞬だけ意識をつなぐことができ、彼女が火星で戦い続けていることを知る。ヒロは火星に旅立つ意志を仲間に伝えるが、仲間を置いて1人だけ死にに行くような真似を許せないゴローに鉄拳制裁を受ける。
翌日、ヒロは一人旅立とうとするが、第13都市部隊、そして9'sもヒロと旅立つ決心をしていた。妊娠しているココロと、彼女に付き添うミツルを残し、一行は叫竜の姫の残した宇宙船で火星を目指す。VIRMの激しい攻撃をかわし、ヒロはアパスに乗り込む。ゼロツーとヒロがコネクトすると、アパスはストレリチア・真アパスに変化。二人は叫竜人の残したワープゲートを通り、敵の母星を目指す。ゲート通過から783日、ついにアパスはVIRMの母星に近づく。だがヒロの意識をVIRMに奪われ、アパスは窮地に陥る。ゼロツーの助けを求める声を感じとった地球では、人間たちが天に向かって祈る。祈りで意識を取り戻したヒロはゼロツーと一体化し、VIRMの母星を破壊するが、ストレリチアと完全に一体化していた彼らは母星の爆発に巻き込まれて消える定めにあった。ヒロとゼロツーは最後の瞬間まで愛を誓いあい、いつの日かまた生まれ変わって再会することを願いながら消滅していった。同時に地上に残されたゼロツーの身体も消滅し、そこからは桜の木が芽生えた。数日後、地球に帰還した叫竜たちは地下に潜って土に還り、大地は再び緑を取り戻す。
それから8年、人類はマグマ燃料の使用を中止し、元第13都市部隊のコドモたちも大人になって子供を授かり、自給自足の生活をしながら少しずつ繁栄を取り戻していった。そして、長い長い年月が経ったある日、あの桜の木の陰で絵本を読んでいた少年と、桃色の髪の少女が出会う場面で、物語は締めくくられる。

## 登場人物

### 主要人物
ヒロ
声 - 上村祐翔、小清水亜美（幼少期）
本作の主人公。本名「Code：016」。誕生日は10月15日、身長168センチメートル、体重58キログラム、血液型はAB型Rh-、コードはFP40-T3NL-016。幼少時にイチゴたちに名前を付けた名付け親であり、特別クラスの中でも中心的存在で神童と評されていた。しかし、物語開始以前にフランクスを扱う能力を失い、パラサイト候補生から脱落し、落ちこぼれとして存在価値を見出せない日々を送っていた。
そんな時、セラススを訪れたゼロツーとストレリチアを起動させたことから、彼女とフランクスに乗ることのできる特殊検体であることが判明する。一時はパパたちの許可が下りず鬱屈した思いに苛まれるが、やがてゼロツーのダーリンになることを決意。3度目の出撃では、彼女が原因で起こる肉体の不調をも抑え込めるようになったことでゼロツーと正式なパートナーとなる。
ゼロツーとは初対面だとされていたが、実は幼少時に非人道的な生体実験を強いられていた彼女を目撃しており、彼女を助けて施設を脱走した過去をもつ。
グランクレバス戦の後から、額に角のような隆起部が現れ、ゼロツーと同質の体になったことが示唆されている。VIRM戦後には青色に発光し、お互いの角を触れさせることでゼロツーと意識をリンクさせることもできるようになった。それでも基本はヒロの前髪に埋もれて隠れていることがほとんどであったが、火星周辺でストレリチア・アパスと同化したゼロツーとコネクトしたことで、常時青色のツノが顔をのぞかせるぐらいに発達し、また目もゼロツーと同じになるなど、完全にゼロツーと同質な存在となった。最終的にストレリチア・アパスに融合し、VIRMの母星に特攻し消滅したが、彼の魂はゼロツーの魂と共に地球に還っていった。
キャラクターデザインは、ヒロインであるゼロツーに巻き込まれる主人公を表現する目的で、中性的なニュアンスがでるようにデザインされている。
ゼロツー
声 - 戸松遥
本作のヒロイン。本名「Code：002」。APE直属特殊親衛部隊「9's（ナインズ）」のエリートパラサイトで、同部隊の面々からは「9'ι（ナインイオタ）」というコードネームで呼ばれる。叫竜の血を引いていると伝えられており、頭に生える赤い二本角が特徴。ともにフランクスに乗ったステイメンには老化などの不調が現れ、3度目の出撃で必ず死ぬことから、『パートナー殺し』の悪名をもつ。一人称は「ボク」。無邪気かつ破天荒な性格で、規則に縛られることを嫌う。その一方で、戦闘に関しては合理的でシニカルな考え方をもつ。
幼少時は真っ赤な肌に大きな角、そして青い血を流す人型の生命体としてラボに囚われており、何度も非人道的な生体実験に供されていた。そんな折にヒロにより救出され、ラボから脱走して『ゼロツー』の名前を与えられた。囚われていた時に唯一の心の拠り所としていた絵本「まものと王子様」の内容と自分たちを重ね、ヒロと結婚することを夢見ていたが、ラボに発見されてヒロ共々記憶を消去された。しかしその後も当時の想いを本能的に引きずっており、多くの叫竜を倒すことで人間になれると固く信じている。
ヒロを初対面時に気に入り、彼を「ダーリン」と呼んで、自身のパートナーにしようとする。一時は本部への帰還命令が下るが、ヒロの覚悟と本心を聞き、本部の意向に背いて彼と共に歩むことを決める。竜化が進んでからは我先に叫竜を倒そうと突出することが増え、ヒロとのすれ違いが生じたことに加え、ヒロの身体の変調が見られたことを危険視され、9'sに呼び戻される。グランクレバス戦ではフランクス博士の用意したステイメンを食いつぶし、暴走状態になりながら戦い続けるが、自分を助けるべく機体に乗り込んできたヒロの説得で自我を取り戻し、互いの好意を再確認する。その後は第13都市のパラサイト全員から真に受け入れられ、名実ともにチームの一員となった。
VIRM戦後、魂の抜け殻の廃人のような状態となっていたが、後に魂だけがストレリチアに残っており、火星周辺宙域で戦い続けていることが発覚した。追ってきたヒロと融合してVIRMの母星に特攻し消滅するが、その魂はヒロの魂と共に地球に還っていった。
バンカラな態度が似合う飄々とした女の子というキャラクター性でデザインされており、ピンク色の髪や隈取、角などでほかのピスティルとの差別化が図られている。

### パラサイト

#### 第13都市部隊
前のパラサイトが全滅したため、フランクス博士が試験的に急遽集めたパラサイトたちで構成される。
イチゴ
声 - 市ノ瀬加那
本名「Code：015」。第13都市部隊のリーダーである少女。フランクスに乗れなくなった幼馴染のヒロを気にかけており、彼のパートナーになれるゼロツーには警戒心と対抗心を抱いている。そのため、ヒロの身に危険が迫った際はフランクスの操縦に支障をきたし、ゼロツーを非難することがままある。
グーテンベルク級からゴローを助けるために自らを省みず、叫竜の体内の熱水層に取り込まれたデルフィニウムの元まで泳いでいくという無茶な行動を取ったこともあった。その後、無事にゴローと生還できた際に告白を受けるが、このときは自分の気持ちがはっきりせず答えを保留していた。後に、ゼロツーがヒロを殺しかけた一件で彼への好意を自覚し、告白とキスをする。しかし、それでもヒロの気持ちが揺らがないことを悟り、グランクレバス戦では暴走するゼロツーとヒロの再会を後押しし、ヒロへの恋心を振り切った。その後、やっとゼロツーを仲間として受け入れ彼女に対する態度が改心していった。
エピローグではゴローの子供を身籠っている姿が描かれた。
ゼロツーに対するライバルヒロインという立場を強調するために、瞳やアシンメトリーの髪形など、錦織のこだわりが反映されたデザインになっている。
ゴロー
声 - 梅原裕一郎、濱野大輝（一部代役）、藤原夏海（幼少期）
本名「Code：056」。パイロットとしての実力と判断力、仲間たちに対する気遣いを兼ね備えた好青年。ヒロやイチゴとは昔からの親友で、特に相方のイチゴには特別な感情を抱いている。イチゴ自身はヒロを見ているため、その気持ちを壊さないためいつも一歩引いた所で2人を見ている事が多かったが、グーテンベルク級との戦闘で危険を顧みずに自分を助けに来てくれたイチゴに好意を告白する。自身の想いを伝えた上で、目の前でイチゴがヒロに告白する場面を目撃したり、イチゴの反対を押し切ってデルフィニウムでヒロをゼロツーのところまで送っていくのを容認したりするなど聖人君子っぷりを発揮していたが、VIRM戦後、心配するイチゴや皆の気持ちも考えずに一方的に火星に旅立つことへの理解・容認を求めるヒロの態度に堪りかねて拳による制裁を加えた。しかし、最終的にはVIRMを倒すために火星へ旅立つことを選び、ヒロと和解した。
VIRMとの決戦後は、他のコドモ達を捜索しつつ、これまで知らなかった世界のことを知るために世界中を旅する道を選んだ。そんな中でイチゴと結婚し、子供を授かっている。
デザインはヒロと対比する形で行われており、髪型やスポーツグラス系の眼鏡などを取り入れることで差別化が図られている。
ゾロメ
声 - 田村睦心
本名「Code：666」。誕生日は12月3日、身長161センチメートル、体重48キログラム、血液型O型Rh+、コードはFP40-T3NL-666。物事を熟考せず感情に任せて動くきらいがある少年。オトナへの憧憬が強い。当初はコード二桁組への対抗意識が強く、特にパートナーがいなかったヒロに突っかかることが多かったが根は仲間想いであり、物事を熟考しない性格もあいまって後にあっさりと打ち解けている。
都市中心部に迷い込んだ時、あるオトナの老婦人と出会い、オトナと都市部の生活の一部を垣間見る。エピローグではコドモたちの間に生まれた子供達の教師として親しまれている。
田中は喜怒哀楽が際立っており、勝手に動いてくれるキャラクターと評している。
ミク
声 - 山下七海
本名「Code：390」。一人称は「ミク」。明朗快活な美少女だが、わがままで負けず嫌いな一面を見せる。
外面上はもっともお子様として描かれているが、内面はかなりしっかりしており、ゾロメも何だかんだでほっといておけないパートナーとして見ている。
デザインは、派手さや華やかさを出す目的でツインテールになっている。エピローグではゾロメ同様に、コドモたちの間に生まれた子供達の教師として親しまれている。この頃にはツインテールをやめ、髪を下ろしている。
公式サイトでは「容姿端麗で、スタイルが自慢の美少女」と言及がなされている。
ミツル
声 - 市川蒼
本名「Code：326」。誕生日は2月6日、身長165センチメートル、血液型はAB型、コードはFP40-T3NL-326。シニカルな物言いが特徴の少年。
幼少期は病弱ながら、ヒロとフランクスに乗ることを約束してエリキシル注射を望んで受けるなど素直な性格だった。しかしある時、ヒロから約束を反故にするような物言いをされたことで、その後はヒロに対抗意識を抱くようになる。イクノの不調で乗機が起動しなかった際はゼロツーをパートナーにストレリチアへ乗り込んで出撃するが、ヒロを小馬鹿にした態度がゼロツーの逆鱗に触れ、本気を出した彼女によって重傷を負う。それ以降、何らかの薬物を摂取することが欠かせなくなるが、パートナーシャッフルでココロと組んだ後はその描写は無くなっている。後に、ヒロが幼少時に記憶を失っていたことを知らされてからは、彼への態度は軟化している。
ココロとは次第に親密になっていき、グランクレバス戦の後に自分がココロを愛していることを自覚し、男女で命を育むことについて興味をもつことを否定されたココロを慰め、彼女と肉体関係を持った。その後ヒロの提案でココロとの結婚式をあげるが、その最中にAPEにより拉致され、ココロとの思い出を消去される。記憶消去後は、元のクールな人格に戻りココロに対しても塩対応であったが、彼女のことを「ココロさん」と呼ぶたびに謎の頭痛が襲うことから何かしらの記憶操作を施されていることに薄々気づいていた。その後にココロを妊娠させたことを知って愕然とするが、改めて彼女に付き添う決心を固めた。
エピローグではココロとの間に4人の子供をもうけている。
当初からヒロのライバルポジションにいるキャラクターとしてデザインされており、悪役のような印象を出すことが意識されている。
ココロ
声 - 早見沙織
本名「Code：556」。花の世話を買って出るなどおっとりした性格で、男子たちからはマドンナのような存在として捉えられている。一方で苦悩の多いミツルを思ってパートナーに志願するなど、思慮深い面をもつ。ある戦いではミツルを助けるためにスタンピード・モードを発動するという暴挙に出るが彼に止められ、それがきっかけでパートナーとして絆を強めるきっかけとなった。
パラサイト全員で海水浴に出かけた際、人類が昔暮らしていた跡地に入り込み、そこで出産に関する本を見つけて以来、命が誕生することについて興味を持っている。9'sとナナからそれを咎められたことでショックを受けて打ちひしがれるが、ミツルから好意を告白され、それを受け入れて肉体関係を持った。その後ヒロの提案で結婚式をあげるが、APEにより拉致され、ミツルとの思い出を消去される。記憶消去後、謎の体調不良に悩まされることが多くなり、VIRM戦後に妊娠していることが発覚した。妊娠が発覚時にはフランクスに乗れないことや自身の妊娠のことなどから感情が不安定な状態になるも、ミツルの言葉で再び2人で一緒に歩む決意を固めた。
おっとりとした性格で清楚なイメージを持たれがちだが、激情的な一面もあり、上記の妊娠発覚後にはパラサイトとしての力を失ったことや記憶消去の期間に性行為があったことを認識したこともあって顕著に現れるようになる。
後に出産した娘には「アイ」と名付け、ミツルとの間にアイを含めて4人の子を授かる。
デザインには母性が打ち出されており、ヘアバンドなどでキャラクター性が強調されている。
フトシ
声 - 後藤ヒロキ
本名「Code：214」。誰とでも仲よく接する少年。何かを食べていることが多く、特にパンは好物にしているらしい描写が多々ある。マイペースな楽天家に見えるが、常識的な面も持ち合わせている。また、見た目に反してメンタルが弱く、ミストルティンへの補給が滞りがちになっていた時期には不安からストレスを溜め込み、軽度の摂食障害を患っていた。パートナーのココロに対しては好意を抱いており、パートナーシャッフルでココロがミツルを選んだ時はショックを受けたが、後に気持ちの整理をつけ、ミツルにココロを託す。上述のミツル・ココロの記憶消去のために、パートナーシャッフルの事実が忘れられ再度ココロと組むチャンスはあったが、あえてココロに事情を説明せずに冷たく突き放し、記憶消去後もミツルとココロがパラサイトとして組むことを推した。
エピローグでは髭を生やしており、パン屋として皆の食生活を支える重要な役割を担っている。また、ミツル達と同じように結婚し、子供をもうけている。
当初は漫画系の肥満系でデザインされているが、清潔感が出るように修正されている。
イクノ
声 - 石上静香
本名「Code：196」。常に冷静で、相部屋のイチゴ以外の前ではあまり感情を表に出さない。趣味は読書。ミツルとの相性は決して良いとは言えず、フランクスとの接続が不安定になることがあったが、フトシとのパートナーでは安定感を増し、かつてない機動力とパワーを見せた。イチゴに対し恋愛感情を垣間見せており、一度ピスティル同士でフランクスを動かせないかと提案した。第18話でイチゴに好意を告白した後は、以前に比べて朗らかな表情を見せるようになった。第21話でクロロフィッツのエネルギーを一度に放出する砲撃を行ったことがきっかけで、老化が急激に進行し、白髪頭となった。
地球に帰還して10年後には、ほとんど寝たきり状態になるが医師となっており、10年の間に残された資料を基にパラサイト達の寿命を延ばす研究を行っておりそれが実を結んでいる。
デザインでは根暗になりすぎないように調整が心がけられている。当初、Code番号の関係で「イクロー」という男性的な名前がつけられそうな流れだったが、イチゴが"6"を時計回りに90度傾けると"の"と読めることを指摘し、"イクノ"という名前になったことが明かされている。　

#### 9's（ナインズ）
9'α（ナインアルファ）
声 - 斉藤壮馬
APE直属の親衛特殊部隊「9's」のリーダー。常に笑みを浮かべた慇懃無礼な金髪の少年で、ヒロとイチゴに興味を示し、特にイチゴには積極的に近づいている。ゼロツーを「9'ι（ナインイオタ）」もしくは「イオタ」と呼び、彼女を「人の皮をかぶった化物」と語る。その一方で、自分達も13部隊に対し「人間」呼ばわりしたり、彼らの人間らしい感情を「煩わしい、気持ち悪い」と見下すなど常人とは異なる存在であることを示唆している（後述）。しかし、主席の演説中に不遜な態度を取っていた13部隊に不快そうに顔を顰めたり、ゼロツーが特別扱いされていることを嫉妬するような態度を取ったりと、自身が感情を持っていない訳ではない模様。一般的なコドモ以上に七賢人を妄信しており、主席達がVIRMだと判明した際にも全く気にせず叫竜を殲滅し続けていたが、δとεを目の前で失ったことで激昂し、VIRMの兵器をも殲滅し始める。
VIRM戦後は、パパたちからのメンテナンスを受けられなくなったために衰弱していたが、火星に旅立つヒロに同行する。ストレリチアの代わりに九式に乗り込んだヒロのピスティルを務め、火星宙域にてストレリチア・アパスに接触するが、それを妨害する巨大VIRMを食い止めるため、ヒロだけを脱出させて自らはVIRMを道連れに自爆し、戦死した。
9'β（ナインベータ）
声 - 増田俊樹
「9's」のメンバー。片目を隠す水色の髪が特徴。VIRM戦後、α、γと同様に衰弱していたが、戦うために生まれたという存在意義を証明するべく、2人同様火星に飛び立つ13部隊に同行する。だが火星付近の戦闘にて複数のVIRMに取りつかれ、γと共に戦死した。
9'γ（ナインガンマ）
声 - 江口拓也
「9's」のメンバー。引っ詰めた紅色の髪が特徴。VIRM戦後、α、βと同様に衰弱していたが、戦うために生まれたという存在意義を証明するべく、2人同様火星に飛び立つ13部隊に同行する。火星付近の戦闘でβと同様の末路をたどった。
9'δ（ナインデルタ）
声 - 佐倉綾音
「9's」のメンバー。ボブカットの黄緑色の髪が特徴。εとはパートナー同士。叫竜との戦闘中にVIRMの兵器の襲撃を受けて機体を破壊され、ε共々無惨な戦死を遂げた。
9'ε（ナインイプシロン）
声 - 田丸篤志
「9's」のメンバー。長身と紫色の髪が特徴。δとはパートナー同士。VIRMの兵器の襲撃により、δ共々戦死した。
9'ζ（ナインゼータ）、9'η（ナインイータ）、9'θ（ナインシータ）
「9's」のメンバー。銀色の長髪とマスクが特徴で、それぞれ三つ子のように全く同じ容姿。α、β、γそれぞれのパートナーを務める。
言葉らしい言葉を一言も発することがなく、地上でのVIRM戦後は登場せず、その詳細は不明となった。

#### その他のパラサイト
ナオミ
声 - 小清水亜美
本名「Code：703」。ヒロのパートナーだったが、接続実験の失敗により彼共々に部隊に配属される前に落第、育成所に戻ることになる。一緒にプラント船に乗ろうとしたヒロに自分の荷物を預けて都市に残るように促し、一人で出立したところに叫竜の襲撃が重なり、乗っていたプラント船を破壊されるも一命はとりとめたとされていた。
表向きは「育成所へ戻る」とされつつも、過去に能力不足と判定され落第したコドモ達は全員姿を消していった様子から、自身の運命を悟っていた様子。後にヒロたちが育成所を訪ねたときも、ナオミの姿はそこに無く、消息不明となっていた。VIRM戦後、「消えた」コドモ達は、フランクス博士に秘密裏に保護されコールドスリープ状態に置かれていたことが判明、その中にはナオミの姿もあった。
ヒロとゼロツー以外の13部隊が火星からの帰還後に、他のコールドスリープされていたコドモ達と共に解放され、かつての仲間たちと再会。先述のプラント船の件での負傷の結果、右腕を失っていたことが判明した。その後は研究に没頭するイクノに寄り添い彼女をサポートし、エピローグではイクノの助手のような存在になっていた。
081
声 - 星野貴紀
ゼロツーのパートナーだったパラサイト。セラスス到着時には既に満身創痍であり、モホ級との戦闘の最中にゼロツーに食いつぶされて戦闘不能になり、最期はヒロの目の前でコクピットから投げ捨てられる形で追い出され息絶えた。
090
声 - 古川慎
第26都市部隊のリーダー。かつてゼロツーの独断専行でチームが孤立し、パートナーを失った過去がある。第13都市とのキッシングが実施されるにあたり、第13都市部隊と共闘することになる。経験が浅く、装備も統一されていない第13都市部隊を戦力として期待せず、半ば足手まといと見なしていたが、グーテンベルク級との戦いでは窮地に陥った所を救われる。これ以降、第13都市部隊の個性や戦い方を認めるようになっていた。
グランクレバス奪還作戦時には、老化が進行し頭髪が白くなってしまっていた。七賢人の命令により自分達の都市が自爆特攻する様を目の当たりにし、また自分達にもプロトコル32が発令され、超レーマン級の足を止めるために、ほかの部隊員と共に自爆特攻を余儀なくされ、13部隊に後を託して壮絶な戦死を遂げた。

### APE関係者
ナナ
声 - 井上麻里奈
APE作戦本部のパラサイト管理官。13都市部隊のパラサイトたちとはガーデンの時から面識があり、ミクからは「ナナ姉」と呼ばれ慕われている。
ヒロをゼロツーと組ませることに当初は反対していたが、ゼロツーが本部への帰還命令に背いたことをきっかけに、やむを得ず認める。ココロが出産に関する知識を得ていたことを咎めた際、過去の記憶がフラッシュバックしてヒステリーな一面を見せ始める。その様子を見ていたハチおよびAPE上層部から「使えなくなった」と判断され、コドモ収容施設「トリノス」に入れられる。｢ナナ｣とは管理官の役職名であり、かつてはパラサイトであったが戦闘でパートナーを失っており、その後、記憶操作を施されて｢ナナ｣となった事が描写されている。彼女がトリノスに入れられてからは、全く別の人間（後述）が「ナナ」のコードネームを継ぎ、第13都市部隊の担当者として着任した。
VIRMの斥候部隊を退けた後には幾ばくか回復しており、車いす姿ながらも会話が出来る状態にまでなっていた。そしてハチから送られたフランクス博士の言葉により自分がコドモたちに何ができるか考え始め、車いすから立ち上がり苦悩するコドモたちを慰める行動もとり始める。
火星周辺の戦闘で母艦が攻撃された際、自身をかばって重傷を負ったハチに逃げるように勧められるが拒否し、逆に彼を説得して共に逃げ延び地上へと帰還している。エピローグでは、不老不死の力を持ったオトナとして、これからの人類の行く末をいつまでも見守っていく決意をハチと共に固めている。
新ナナ
声 - 伊藤静
先代のナナがトリノスに入れられてから「ナナ」のコードネームを継ぎ、第13都市部隊の担当者として着任した人物。先代ほどコドモたちの面倒を見ることに熱心でなく、パパたちの指示なしでは何も動けない、動こうとしない機械的な人格をしている。ヒロたちが宇宙に向かう際は、復帰したナナから地上に残るミツルやココロの世話を頼まれる。
火星での戦いの後は性格が打って変わって優しくなり、コドモ達にも親切に接し、自分からココロに新しい妊婦服について申し出ている。

ハチ
声 - 小西克幸
APE作戦本部の都市防衛作戦司令官。パラサイトたちの管理を務める。第13部隊の苦境やナナの異変に眉をひそめたり苦悩するような描写はあるものの、特に上層部に逆らう行動を取ろうとはしない（ハチ本人は七賢人よりもフランクス博士に対して、より信頼を寄せている様子であった）。
｢ハチ｣も役職名のようで、かつてはナナと同じ部隊に所属するパラサイトであり、彼女に想いを寄せていたが、ハチになる際に感情を操作された事が示唆されている。火星周辺の戦闘で母艦が攻撃された際に重傷を負い、右目を失う。ナナだけでも逃げ延びるよう勧めるが、ナナ自身には拒否され、一度は助けたナナに救われる形となった。エピローグでは、ナナ同様に不老不死の力を持った者として、これからの人類の行く末をナナと共に見守っていく決意を固めている。
フランクス博士
声 - 堀内賢雄
フランクスの生みの親であり、頭部や手の一部を機械化した老人。ゼロツーの保護者的な存在ではあるが、幼少時の彼女に対しては非人道的な生体実験を繰り返していた。ゼロツーのステイメンとなったヒロに期待をしており、第13都市部隊の面々を「実験」と称して監視している。本名は「ヴェルナー・フランク」。若かりし頃は周囲が忌避するような実験（クローン製造など、後日違法になった実験も多い）を繰り返していたが、生物学者としては高い成果を上げており、その研究に目をつけた七賢人にスカウトされ、APEに入った。不老不死の研究やフランクスの開発に携わり、001と出会った際に左腕を失うものの、彼女の毛髪を持ち帰った。
その後、失った腕には001の体細胞を収納した義手を付けており、それによってスターエンティティへの突入口を開き、ヒロの元へ向かうゼロツーを手助けした。その際、ゼロツーにこれまでの仕打ちを詫びている。そして起動するアパスの姿に「美しい」と感激しながら、崩壊する建物の下敷きとなって死亡した。
自分が死ぬことも織り込んでいたのか、コドモたちの生存につながるデータをハチに託す。清廉潔白とは言い難い人物だったが、叫竜討伐のためプランテーションごと自爆させるAPEのやり方に苦言を呈したりと、彼なりの良心も持ち合わせていた。
七賢人
声 - 玄田哲章（主席）、飛田展男（副主席）、古川慎、田島章寛、小西克幸
「パパ」と呼ばれる、パラサイトやフランクスの運用計画を司る、白い礼装と仮面に身を包んだ7名のオトナたち。コドモにとっては指導者的存在に当たる。基本的に合議制だが、001の暗殺未遂を巡り意見の対立があるなど、決して一枚岩ではない。少なくとも数十年以上前から活動しており、人類の不老不死化やプランテーションの製造を推し進めてきた。
実は主席と副主席、フクロウのような仮面をつけた背の低い人物の3名はVIRM側の存在であり、普通の人間である残り4名はその正体を知らずにいた。001への面会時に2名が殺害され、残りのメンバーもVIRM襲来時に邪魔者として切り捨てられた。ストレリチア・アパスをヒロとゼロツーが取り戻した後、主席と副主席は「いずれこの星を滅ぼす」と告げて一旦撤退。最後はヒロとゼロツーの活躍で本星を失うものの、「我らは不滅である」と告げて去って行った。

### その他
叫竜の姫 / 001（ゼロゼロイチ）
声 - 釘宮理恵
七賢人から「叫竜の姫」と呼ばれている謎の少女。多数の叫竜を従えており、額に生えた角や肌、瞳の色は青く、尻尾を持つ。彼女の正体は「叫竜人」と呼ばれる古代人の唯一の生き残りであり、他の叫竜と違い人語を理解し話すことができるが、直接声帯で発声するのではなく、テレパシーに酷似した能力で脳内に直接語りかけて対話する。
降伏勧告にやってきた2名の七賢人を殺害し、人類と戦いを続けることを選ぶ。宇宙からの脅威である「VIRM」を警戒し、グランクレバスの地下深くで彼らの襲撃に備えていたが、マグマ燃料の採掘開始によって人類への憎悪を抱く。スターエンティティのもとへ接近を試みるストレリチアの前に現れ、その制御を掌握しゼロツーを排除、強制的にストレリチアに乗り込みスターエンティティことストレリチア・アパスを起動する。
時を同じくして襲撃してきたVIRMの斥候部隊を排除すべく戦闘を開始したが、VIRM側だった主席たちがアパスに仕込んでいた罠にヒロ共々捕らえられてしまい、敗北を悟って絶望し地球と命運を共にしようとした。しかし、最後まで生きようと抗うヒロや、ヒロを助けに舞い戻ったゼロツーの姿に感銘を受け、二人に地球の命運を託すべくゼロツーへ自身の残りの力を全て受け渡し、力尽きた。
カリナ・ミルザ
声 - 甲斐田裕子
ヴェルナーの亡き妻。テロメア再生医療の研究者で、ヴェルナーとともに不老不死技術の確立に貢献した人物。自身は不老不死そのものには興味がなく、ヴェルナーと添い遂げて子を産むことを望んでいた。フランクスの開発にも従事していたが、試作機の起動実験中に事故死した。その際に映し出される墓標から1998年生まれであることが判明する。

## 登場兵器

### フランクス
叫竜に対抗するため、APEがフランクス博士を中心に開発した人型ロボット兵器。女性のようなフォルムが特徴。英語表記は「FRANXX」で、名称は「鋼鉄の乙女」を意味する。
複座式で、操縦を担う雄式操縦者「ステイメン」と、機体に直接同調して動力制御を担当する雌式操縦者「ピスティル」が、二人一組になって頭部のコクピットに搭乗する。機体内ではピスティルが前傾姿勢で前席に、ステイメンがその後ろの座席に着座して、ピスティルのパイロットスーツが変形した起動フードや操縦桿を用いて機体を操作する。起動すると顔の表面に目や口が投影され、ピスティルに合わせて表情が変化する。
ピスティルが機体と同調して動力制御を行う関係上、ピスティルの身体能力に合わない無理な動きは出来ず、機体に加わるダメージはすべてピスティルに幻痛として感じられるため、過度な負荷を受けるとピスティルが気絶し、戦闘不能に陥る場合がある。また、ピスティルが単体で機体を操縦する獣のような暴走形態「スタンピード・モード」になる危険性もあり、真の性能を発揮するにはステイメンとピスティルが信頼を深め、それによって互いから発せられる「ポジティブパルス」と「ネガティブパルス」を同調させることが重要視される。
搭乗により老化を早める副作用が示唆されており、ミクなどはグランクレバス戦後に頭髪の一部が白髪となり始め、機体のエネルギーを一度に大量に使用したイクノは一瞬で白髪頭となってしまった。
試作機の段階では単座式であり、当初は生殖能力を失った大人がテストパイロットとして乗り込んでいたが、満足に起動することさえ叶わなかった。後に、黄血球を投与した生殖能力が残っている人間を必要とすることが判明し、最終的に複座式になった経緯がある。フランクス博士により、叫竜を元にして作られたことが判明した。
宇宙に上がった際、地上に残ったジェニスタ及びアパス化しているストレリチア以外は、叫竜達の技術により宇宙仕様に改良され、脚部に宇宙用ブースター、共通の武装として十文字槍を装備する。また、カラーリングも黒を基調としたものに変化した。

#### 第13都市部隊所属機
規格の共通する機体や武器で統一されるほかの部隊とは異なり、それぞれ仕様の異なる機体で構成される。
ストレリチア
ヒロとゼロツーの機体。白いカラーリングと頭部の長い角が特徴で、フランクスの中でもピーキーな仕上がりとなっている。武装は先端からマグマ燃料を送り込む機能を有する大型の槍「クイーンパイク」。腰部に6基のバーニア、膝裏や足裏にスラスターを持つ。スタンピード・モードは四足の獣姿。
ストレリチア・XX（キス）
グランクレバス戦で登場した姿。ヒロとゼロツーが真の同調を果たしたため、全身が赤く染まり、機体性能が大幅に向上した。
ストレリチア・ゼロワン
叫竜の姫が搭乗した際の姿。全身が叫竜のような黒系統の色に変化する。それ以外の変更点は特にない。
ストレリチア・アパス
スターエンティティと繋がった状態で叫竜の姫が起動させた超大型サイズの形態。VIRMによって爆弾と化すように仕向けられ、頭部以外の全身が殻に覆われている。姫に代わりゼロツーが乗り込んだ際は、殻が取り除かれて真の姿である白い巨体となる。頭部の角からは地球周辺に展開していたVIRMの斥候艦隊を撃沈できる大出力ビームを放てる。斥候艦隊を退けた後、他の叫竜達と共に宇宙へ上がり火星で戦闘を行う。後にゼロツーの魂が内部に残って操縦しており、機体へのダメージが彼女自身の身体に反映されることが発覚した。
ストレリチア・真アパス
アパスに溶け込んだゼロツーとヒロが再会を果たしたことで発現したアパスの真の形態。上半身の形状はさながら巨大になったゼロツーであり、ウェディングドレスを着た花嫁のような姿が特徴。叫竜大艦隊の主戦力を担う。武装は頭部の大出力ビーム砲以外にも、全身から周囲に放つ全方位ビーム砲や、遠隔無線誘導兵器として6基のビットを装備している。また、最終決戦ではVIRMのフリングホルニを1本奪って武器とした。防御用にバリアシールドの展開も可能。コクピットに搭乗したヒロは機械的に真アパスと融合しており、機体と切り離せない存在となっている。
デルフィニウム
ゴローとイチゴの機体。青いカラーリングと半分隠れた顔が特徴。ストレリチアの姉妹機で、部隊内では指揮官機の役割を担う。武装は両腕に装備される剣「エンビショップ」2振り。 腰部に計16基ものスラスターを持つ。頭部の顎部分には脱出ポッドを搭載する。
アルジェンティア
ゾロメとミクの機体。ピンクのカラーリングとツインテールのような頭部が特徴。素早い動作を生かした接近戦を得意とする。武装は両拳の鉤爪「ナイトクロウ」。他の機体よりも軽量化されているため、機動力は高い。反面、その分防御性能が低くなっている。
ジェニスタ
黒いカラーリングと、ロングコートのような重装甲が特徴の機体。当初はココロがピスティル、フトシがステイメンを務めていたが、パートナーシャッフルによってミツルが新たなステイメンとなる。一撃の重さを重視した銃剣型大砲「ルークスパロウ」を装備する。両手の掌部には武装にエネルギー供給を行うためのコネクタを持つ。最終的には広場のモニュメントとして飾られる。
クロロフィッツ
紫のカラーリングと、顔のバイザーが特徴の機体。当初はイクノがピスティル、ミツルがステイメンを務めていたが、パートナーシャッフルによってフトシが新たなステイメンとなる。扇形フィン「ウイングスパン」による長時間の飛行が可能で、遊撃戦を得意とする。武装は腕部に内蔵したエネルギー光弾を放つ速射砲や、刺突武器にもなる足部のランスペディグリー。また、VIRM戦ではウイングスパンを回転させ、全弾発射を行った。しかし、これはピスティルに著しい負担をかけたため、イクノの髪が一瞬で白髪と化した。

#### 9's専用機
九式（きゅうしき）
9's専用の白いフランクス。生産数は4機。9'sは全員がピスティルとステイメン両方の特性を持つため通常のフランクスとは異なりどちらの役割も担うことができる。この際に、ピスティル役にはゼロツー同様、光り輝く角が一時的に生える。他のフランクスとは異なり顔が投影されることはなく、顔面には細長い眼があるのみとなっている。武装は槍の「アマゾンパイク」で、槍先から放つ電撃は広範囲の敵を殲滅可能。また、他のフランクスと違って当初から宇宙戦闘用能力を保持している。

#### 量産機
量産型フランクス
第26都市部隊を始めとする多くの部隊で運用される黒い量産機。目の部分はゴーグル状になっており、表情はあまり変化しない。機体性能に差はなく、複数による連携を主としている。柄と刃がワイヤーで接続され射出できる薙刀の「ポーンハスタ」を装備しており、刃を叫竜に突き刺した状態で専用のカートリッジを装填し、強力な電流を流し込むことが出来る。

### その他の兵器
訓練機
フランクスよりも小さい一人乗りの訓練用機体。手は四本指であり、足先にはダッシュ用のローラーが付いている。オール状の武器を持つが、戦闘力は皆無に等しい。劇中では主にヒロが乗っている。
スターエンティティ
APEが叫竜を殲滅するために、太古の叫竜の兵器を改造して作り上げた超巨大兵器。ストレリチアと接続することで起動するが、001がゼロツーを排除して起動したことで、フランクス博士の設計とは違う姿に変貌する。VIRMのスパイであった七賢人によって、001が乗り込んだ場合は地球を消滅させられる爆弾と化すように仕組まれていた。その真の姿はストレリチア・アパス。
フリングホルニ
七賢人が叫竜との決戦に備えて開発させていた「叫竜より作りし生命の槍」。主席と副主席の手で宇宙へ持ち去られる。VIRM本星付近での最終決戦においては複数量産されており、真アパスの迎撃に用いられたが、その内の1本を真アパスに武器として奪われる（その際は色が白く変化した）。

## 叫竜
パラサイトたちが戦う巨大生命体。大きさによって階級が決められており、同一クラスであっても同じ姿と能力を持つとは限らない。青い血液が特徴で、マグマ燃料のエネルギー反応に集う習性がある。完全に倒すには体内のどこかに存在する「コア」を破壊する必要がある。初めて人類の前に姿を現した際には、撃破するために核ミサイル数発を要した。後に、太古の昔より人類と違う文明を築いた「叫竜人」が、VIRMに対抗するために開発した生体兵器であることが明かされた。各個体が持つコアは叫竜の操縦席そのものであり、内部には雄雌2体の叫竜人の魂が宿っている。
コンラッド級
フランクスより一回り小さい叫竜。単体の能力は低いが、群れで行動した場合は脅威となる。グーテンベルク級や超レーマン級の内部から出現する場合もある。
第3話の個体
マグマ燃料発掘現場に巣食っていた。丸い胴体と芽が生えたような頭部が特徴。多数の個体が集まって融合することで一匹の巨体ともなった。
第6話の個体
グーテンベルク級に率いられて大群で出現。小型機械のような形が特徴。
第11話の個体
グーテンベルク級の切断された部位から出現。座布団のような形が特徴。
第15話の個体
超レーマン級から吐き出されて大量に出現。ダンゴムシのような形が特徴。

モホロビチッチ級
中型の叫竜。通称「モホ級」。
第1話の個体
フランクスの倍近い体躯と、巨大な頭部が特徴。変形した頭部から強力なビームを放ち、その際は尻尾がタービン状となる。
第4話の個体
地中を移動するワーム型叫竜。胴体が長く、電気シェーバーのような頭部と鉤爪状の尻尾を持つ。
第8話の個体
複数の頭部を持つ多頭型叫竜。戦闘力は低いが、口からパラサイトのパイロットスーツを溶かす溶解液を垂れ流す。
第10話の個体
四足歩行の獣のような叫竜。長い爪による攻撃を行う。コアは顔の内部にある。
第12話の個体
馬のような叫竜。角が1本のものと2本のものがいる。群れをなして行動し、素早い動きでの連携攻撃を得意とする。

グーテンベルク級
いずれもフランクスを大きく超える巨大な体躯と、強大な戦闘力を持つのが特徴。
第6話の個体
セラススとクリサンセマムのキッシングを狙って現れた叫竜。状況に応じて、四角い移動形態、巨大な人型、対象を打ち付ける金槌型へと変形する。
第9話の個体
体内に爆発性の体液を満たしたクラゲ状の叫竜。コアは空中に浮かんだ部分の中心にあるため、破壊に難航した。
第11話の個体
四足歩行の叫竜。再生能力が高く、切断された箇所は小型のコンラッド級として復活する。触手を伸ばすなど、腕や体の形状変化も可能。

超レーマン級
グーテンベルク級以上のサイズを誇る超大型の叫竜。上部に火山、下部に無限軌道を備える。単体でプランテーションを裏返すほどの力を持ち、コアは複合体となっている。口からは多数のコンラッド級を吐き出す。
叫竜の姫の叫竜
001の傍に控え、彼女の側近として行動する叫竜。雄雌の二体が絡み合い、蛇のような姿をしている。ゼロツーをスターエンティティまで送り届けた後、その場で力尽き、全身が砕け散った。
叫竜宇宙艦
叫竜の宇宙用戦闘艦。VIRM再侵攻に備えて開発されたもので、大型艦（旗艦叫竜）、中型艦、小型艦などの艦種が存在する。地上から宇宙へと発進し、ストレリチア・アパスと共に叫竜大艦隊を構成した。
旗艦叫竜
ヒロ達一行が火星へ向かうために乗り込んだ叫竜大艦隊の旗艦。VIRMの砲撃をものともしないバリアが展開可能。実はコアは超巨大な爆弾となっており、後に真アパスがこれを抱えてVIRM母星へと向かった。

## 用語

### 世界観・設定
コドモ
APEの「ガーデン」と呼ばれる育成所でフランクスの操縦者「パラサイト」となるべく養育されている少年少女たち。ガーデンでは「パパやオトナ達人類を守るべく、フランクスに乗り命の限り戦うことこそが使命」と教育され、パラサイトとしての適正値を上げるための訓練や投薬を受ける生活を送る。全員が名前をもたず3桁のコード番号で呼ばれるが、ヒロがコードにちなむあだ名を考案して付け始めたのをきっかけに、一時期あだ名を付け合う遊びが一部のコドモたちの間で流行っていたことがあり、現13部隊のパラサイトたちは今でもその頃のあだ名でお互いを呼び合う。
パパ（七賢人）が定めたカリキュラム以外の知識を得ることは固く禁じられており、違反が発覚した場合は危険分子として摘発され、再教育と称した記憶操作を施される。
フランクスの操縦に「生殖能力を持った男女」が必要であるという事情から、生殖能力を捨てたオトナ達の都合で「造られた」人間。そのため、フランクスとの接続に必要な化学物質「黄血球」を投与されていることを除けば現実の人類と大差はない。
パラサイト
フランクスの操縦者に選出されたコドモの総称。男子は「ステイメン」、女子は「ピスティル」と呼ばれる。通常の場合男女5組10人が一つの都市に配属され、5機のフランクスで叫竜との戦いに当たる。なお、都市に来た時点ではまだ候補生扱いであり、実際にフランクスを起動できるかどうかを見る『接続実験』を行い、その後入隊式を経て初めて正式にパラサイトとして認められる。戦闘時以外は専用の居住施設「ミストルティン」で生活するが、戦闘に関すること以外の情報は与えられず、時間の使い方まで厳しく監視される。
エピローグではイクノの研究のおかげで、老化の抑制が出来るようになった。

オトナ
作中における「進化した人類」。その実態は、フランクス博士とその妻であるカリナ・ミルザの研究成果である不老不死化の手術を受けた人間であるが、不老不死化の代償として生殖能力を失っている。叫竜の襲撃から逃れるためにプランテーションの都市部で生活している。ナナやハチ、ゾロメと接触した婦人のようにコドモにも親切に接する者から、他人との接触を不要なものと認識し、排他的に接する者や、実生活を捨ててカプセルの中で寝たきりになり、脳に快楽を与える装置を頭に取り付け、それによって心地良い夢を見続けるだけの者もいる。
マグマ燃料
化石燃料の枯渇後に人類が発見し、エネルギー革命を引き起こした燃料。文字通りの燃料として用いる他、人類の不老不死化にも用いられた。世界各国で採掘が続けられた結果、地球は著しく荒廃し、人類はプランテーションの中での生活を余儀なくされた。そのため、プランテーション外では作物の栽培さえも厳しいほどの死の大地とされている。実際は叫竜人（後述）の一部が姿を変えたもの。

### 組織・勢力
APE（エイプ）
人類を統治する天才科学者たちの機関。構成者の出自・国籍は不明で、西暦2025年以前より活動しており、マグマ燃料の採掘で世界中に多大な影響力を持っていた。
ラマルククラブ
別名は「賢人会議」。七賢人たちが属するAPE本部中央本部会議の通称。衛星軌道上に浮かぶ空中要塞「コスモス」を拠点とする。
9's（ナインズ）
APE直属の特殊親衛部隊。文字通り9名のパラサイトからなり、それぞれギリシア文字にちなむ専用のコードネームが与えられている。ゼロツーも正式にはこの部隊の所属であるが、コードネームを名乗ることもなくメンバーと行動を共にすることもない。ゼロツー以外のメンバーは、「ステイメンとピスティルの両方の性質を併せ持つ」という、フランクスのシステムに囚われることのない特異な体質を持つ。専用フランクス「九式」を駆っての戦闘力はストレリチアに匹敵し、また生身での身体能力も高い。その正体は、001こと叫竜の姫の複製であるゼロツーの細胞を、そのまたさらにクローニングして造られたモノであることが博士の口から語られた。ただし博士によれば、彼らには叫竜の血は受け継がれなかったとされる。
また、自分の意思で拒めるゼロツーとは違い、メンテナンスを受けられない状態が続くと衰弱する体質であることが示唆されている。

叫竜人（きょりゅうじん）
太古の昔（約6000万年前）、宇宙からの侵略者「VIRM」と戦った、人類と違う文明を築いていた生命体。青い肌と角を持つ。かつてVIRMとの同化を迫られたが、これを拒否してフランクスと同じシステムで動く兵器「叫竜」を作り上げてVIRMに対抗していた。VIRMとの戦争の後は地下に潜り、力のある者は自らの身体を叫竜へと進化させ、力の弱い者はマグマ燃料へとその姿を変えていった。唯一、叫竜の姫だけが、VIRMの再侵攻に備えて作り上げた最終兵器「スターエンティティ」を起動させるために当時の姿のまま生き続けていた。
VIRM（ヴィルム）
宇宙からの侵略者とされる第三勢力。叫竜の姫は「真の敵｣と呼び、その来襲を警戒していた。VIRM自身は肉体を持たない思念体（精神生命体）であり、例え本星が滅んでも形ある生命が存在する限り不滅であるとされる。
宇宙の様々な生命体に対して、肉体を捨てて自らに同化することを強いてきた侵略者で、従わない生命体に対しては全面戦争を仕掛ける。使用する兵器はフリングホルニのほか、宇宙戦闘艦として中型艦、小型艦、VIRM兵を乗せる揚陸艇などの艦船を有する。これまで多くの生命体を侵略・同化してきたため、艦船の形状は様々であり、共通点としては紫と黒のカラーリングに紫色の体液を持つことが挙げられる。

### 地名・施設
地上移動要塞都市（プランテーション）
オトナが作り上げた居住施設。巨大なドームで覆われており、荒廃した地上を移動することができる。内部には自然物が存在せず、滅菌化が行われており、施設の要である「中央ビル」を中心に大都市が広がる。
第13プランテーション「セラスス」
本作の主な舞台となるプランテーション。ヒロたち第13都市部隊のパラサイトが所属する。ゼロツーが正式に配属されてからは特別監視都市となる。グランクレバスから出現した巨大な手｢マドハンド｣によって、第13都市部隊とミストルティンの周囲以外を破壊される。
第26プランテーション「クリサンセマム」
セラススとキッシングしたプランテーション。グランクレバスでの決戦で叫竜の攻撃に遭い、崩壊する。

ミストルティン
プランテーション上部に設けられたパラサイトたちの居住施設。パラサイトの数値を調整する役割をもつ。天候はコントロール化され、内部にはビオトープ空間が存在し、土壌は砂漠化する前のものが使われているとされる。名前は宿り木という意味の単語に由来する。別名は「鳥カゴ」。
トリノス
コドモたちを収容する施設の一つ。クレーター状となった湖の中央に作られている。規則に違反したコドモの再教育（記憶操作）が行われ、グランクレバス戦後はコドモたちの避難所となった。
グランクレバス
大穴がドームに覆われた地で、大量の叫竜が生まれ続ける拠点。七賢人が奪還を望んでおり、人類・叫竜双方にとっての重要地点。地下の最奥には叫竜の最大兵器「スターエンティティ」が眠っており、最奥への扉は叫竜人である001、あるいは彼女のオリジナルのDNAを持つ者以外開くことのできない扉がある。
叫竜の巣
叫竜の姫の玉座が置かれた巨大洞窟。壁、床、天井などが全て青色に染まっている。フランクス博士や七賢人たちが交渉のために訪れた。

### その他の用語
キッシング
2つのプランテーションが合流して燃料パイプラインを接続し、マグマ燃料の受け渡しを行うことを指す。この間はプランテーションの住人が互いに交流し、歓迎式典が開かれるなど華やかな雰囲気となるが、大量のマグマ燃料に引き寄せられた叫竜に襲撃される危険性もはらんでいる。
エリキシル注射
虚弱体質なコドモに投与される注射。パラサイトとしての適性値を飛躍的に高める一方で、投与後の生存率が15パーセントしかないなどデメリットも存在する。ミツルはこの注射を受けて生還したコドモの1人。
黄血球（おうけっきゅう）
コドモたちの血液中に含まれている成分で、コドモとフランクスとの同調を可能にしている人工的な化学物質。
ヒロはこの黄血球の数が飛び抜けて多く、ゼロツーとの2度目の出撃後は生命活動に危険を及ぼすほどに増殖し、謎の腫瘍上の物体として変質・体表に現れるが、3度目の出撃以降は落ち着いている。
竜化（りゅうか）
パラサイトの遺伝子が変異し、叫竜と同質の身体になってしまうことを指す。ゼロツーとフランクスに同乗したステイメンは、竜化が特に著しく進む。
プロトコル32
パラサイトに対し発令される自爆指令。この指令で死ぬことは名誉であるとコドモ達は教えられているが、額面通りに受け取るコドモ達はいない。
まものと王子様
幼少期のゼロツーに与えられていた絵本。背中の翼を失うことと引き換えに魔女に人間にしてもらった魔物の姫が、初恋の相手である人間の王子と結婚するが、魔女のかけた術にはタイムリミットがあり、自我を失った醜い怪物へと変貌してしまう。王子を殺し元の背中に翼を持つ魔物の姫に戻るか、このまま怪物として生きていくかの選択を迫られた姫は、最後に王子にキスをしてやむなく姿を消すというストーリー。
12話で検査目的で研究所に戻った際にゼロツーが書庫で探していたが見つからず、のちに記憶消去に抗う目的で幼少期にゼロツー自身が食べてしまっていたことが分かった。その後、ゼロツーは自身で画用紙に絵を描いて復元を試みている。

## スタッフ
- 原作 - Code:000[37]
- 監督 - 錦織敦史[37]
- 副監督 - 赤井俊文[37]
- シリーズ構成 - 錦織敦史、林直孝[37]
- キャラクターデザイン・総作画監督 - 田中将賀[37]
- メカニックデザイン - コヤマシゲト[37]
- アクション監修 - 今石洋之[37]
- ミストルティンデザイン - 中村章子[37]
- 叫竜デザイン - 岩崎将大[37]
- 美術設定 - 塩澤良憲[37]
- 美術監督 - 平柳悟[37]
- 色彩設計 - 中島和子[37]
- 3Dディレクター - 釣井省吾、雲藤隆太[37]
- 3DCG - スタジオカラー、A-1 Pictures[37]
- モニターグラフィックス - 座間香代子[37]
- 撮影監督 - 佐久間悠也[37]
- 編集 - 三嶋章紀[37]
- 音響監督 - はたしょう二[37]
- 音楽 - 橘麻美[37]
- プロデューサー - 鳥羽洋典、植月幹夫、鎌形英一
- クリエイティブプロデューサー - 若林広海
- アニメーションプロデューサー - 福島祐一
- アニメーション制作 - TRIGGER（4、6、8、10、12、14話）、CloverWorks[注釈 1]（1 - 3、5、7、9、11、13、15 - 17話）[38]
- 制作 - TRIGGER、A-1 Pictures
- 製作 - アニプレックス、ABCアニメーション、ルーセントピクチャーズ、TOKYO MX、BS11、メ〜テレ、ムービック、ローソン、A-1 Pictures

## 主題歌
オープニングテーマ「KISS OF DEATH (Produced by HYDE)」（第2話 - 第5話、第7話 - 第12話、第14話 - 第20話、第22話-第23話）
作詞・作曲 - HYDE / 編曲 - HYDE、Carlos K. / 歌 - 中島美嘉
第15話ではエンディング位置で使用。
エンディングテーマ
特記のない限り、作詞・作曲・編曲は杉山勝彦、歌はXX:me（）［ゼロツー（戸松遥）、イチゴ（市ノ瀬加那）、ミク（山下七海）、ココロ（早見沙織）、イクノ（石上静香）］。
「トリカゴ」（第1話 - 第6話）
歌 - XX:me
「真夏のセツナ」（第7話）
歌 - XX:me
「Beautiful World」（第8話 - 第12話、第14話）
歌 - XX:me
「ひとり」（第13話）
歌 - XX:me［ゼロツー（戸松遥）］
「Escape」（第16話 - 第20話）
歌 - XX:me
「ダーリン」（第21話 - 第23話）
歌 - XX:me

## 各話リスト
| 話数   | サブタイトル                   | 脚本            | 絵コンテ   | 演出                      | 作画監督 | メカ作画監督      |
| ------ | ------------------------------ | --------------- | ---------- | ------------------------- | --- | ----------------- |
| 第1話  | 独りとヒトリ                   | 錦織敦史        | 錦織敦史   | 赤井俊文、錦織敦史        | 田中将賀 | -                 |
| 第2話  | 繋がるということ               | 林直孝          | 中村章子   | 中村章子                  | 馬場マサル、馬場充子、中村直人                                                                                    | 浅賀和行 岩崎将大 |
| 第3話  | 戦う人形                       | 大塚雅彦        | 赤井俊文   | 赤井俊文                  | 河野恵美 | -                 |
| 第4話  | フラップ・フラップ             | 林直孝          | 摩砂雪     | 下平佑一                  | 岩崎将大、長谷川哲也、中村真由美                                                                                  | -                 |
| 第5話  | キミの棘、ボクのしるし         | 林直孝          | 高雄統子   | 高雄統子                  | 愛敬由紀子 | -                 |
| 第6話  | ダーリン・イン・ザ・フランクス | 林直孝          | 雨宮哲     | 宮島善博                  | 米山舞、杉本ミッシェル                                                                                            | -                 |
| 第7話  | 流星モラトリアム               | 山崎莉乃        | 谷田部透湖 | 谷田部透湖                | 山口智 | -                 |
| 第8話  | 男の子×女の子                  | 林直孝          | 岡村天斎   | 中園真登                  | 長谷川哲也、山口加奈                                                                                              | -                 |
| 第9話  | トライアングル・ボム           | 山崎莉乃        | 初見浩一   | 小野竜太                  | 高橋沙妃、杉山和隆                                                                                                | 河野恵美          |
| 第10話 | 永遠の街                       | 大塚雅彦        | 小倉陳利   | 中園真登                  | 斉藤健吾、山口加奈                                                                                                | -                 |
| 第11話 | パートナーシャッフル           | 瀬古浩司        | 鹿間貴裕   | 鹿間貴裕                  | 鹿間貴裕 | 鹿間貴裕          |
| 第12話 | ガーデン/始まりの庭            | 林直孝          | 赤井俊文   | 宮島善博                  | 三宮昌太、杉本ミッシェル、半田修平                                                                                | -                 |
| 第13話 | まものと王子様                 | 林直孝          | 高雄統子   | 岡本学                    | 田村里美、川妻智美、小林由美 杉薗朗子、竹田直樹、野々下いおり 宮崎詩織、西井輝実                                  | 浅賀和行          |
| 第14話 | 罪と告白                       | 瀬古浩司        | 長井龍雪   | 金子祥之                  | 長谷川哲也、中村真由美                                                                                            | -                 |
| 第15話 | 比翼の鳥                       | 瀬古浩司        | 錦織敦史   | 赤井俊文                  | 岩崎将大 | 金世俊            |
| 第16話 | ぼくたちの日々                 | 山崎莉乃        | 舛成孝二   | 伊藤祐毅                  | 山口智、馬場充子                                                                                                  | -                 |
| 第17話 | 楽園                           | 林直孝          | 入江泰浩   | 益山亮司                  | 西位輝実 | -                 |
| 第18話 | 桜の花が咲く頃に               | 林直孝          | 岡村天斎   | 河合滋樹                  | 本村晃一、渡部崇、杉生祐一 松本顕吾                                                                               | -                 |
| 第19話 | 人ならざるモノたち             | 大塚雅彦        | 神戸守     | 原田孝宏                  | 髙田晃 | -                 |
| 第20話 | 新しい世界                     | 林直孝          | 長井龍雪   | 黒木美幸                  | 空賀萌香、大舘康二                                                                                                | 林勇雄            |
| 第21話 | 大好きなあなたのために         | 林直孝          | 岡本学     | 岡本学                    | 河野恵美、高橋沙妃、髙橋尚矢 川上大志                                                                             | 浅賀和行          |
| 第22話 | スターゲイザー                 | 瀬古浩司        | 高雄統子   | 高雄統子                  | 馬場充子、杉山和隆、田中将賀 田中裕介、高橋沙妃、川上大志 髙橋尚矢、空賀萌香                                      | -                 |
| 第23話 | ダーリン・イン・ザ・フランキス | 林直孝          | 赤井俊文   | 赤井俊文、原田孝宏        | 山口智、金世俊、岩崎将大 田中将賀                                                                                 | -                 |
| 最終話 | わたしを離さないで             | 林直孝 錦織敦史 | 錦織敦史   | 錦織敦史、岡本学 黒木美幸 | 大舘康二、浅賀和行、西井輝実 杉山和隆、田中裕介、高橋沙妃 馬場充子、川上大志、道下康太 髙田晃、錦織敦史、田中将賀 | -                 |

## 放送局
| 放送期間                                       | 放送時間                                                  | 放送局           | 対象地域       | 備考                           |
| ---------------------------------------------- | --------------------------------------------------------- | ---------------- | -------------- | ------------------------------ |
| 2018年1月13日 - 7月7日                         | 土曜 23:30 - 日曜 0:00                                    | TOKYO MX         | 東京都         | 製作局                         |
|                                                |                                                           | BS11             | 日本全域       | 製作局 / BS放送 / 『ANIME+』枠 |
|                                                |                                                           | とちぎテレビ     | 栃木県         |                                |
|                                                |                                                           | 群馬テレビ       | 群馬県         |                                |
| 2018年1月14日 - 4月1日 2018年4月8日 - 7月8日   | 日曜 2:29 - 2:59（土曜深夜） 日曜 2:10 - 2:40（土曜深夜） | 朝日放送テレビ   | 近畿広域圏     | 『アニサタ』枠                 |
|                                                | 日曜 2:39 - 3:10（土曜深夜） 日曜 2:44 - 3:15（土曜深夜） | メ〜テレ         | 中京広域圏     | 製作局                         |
| 2018年1月16日 - 7月10日                        | 火曜 23:30 - 水曜 0:00                                    | AT-X             | 日本全域       | CS放送 / リピート放送あり      |
| 2018年1月19日 - 7月13日                        | 金曜 3:00 - 3:30（木曜深夜）                              | 広島ホームテレビ | 広島県         |                                |
| 2018年1月20日 - 3月30日 2018年4月7日 - 7月14日 | 土曜 2:18 - 2:48（金曜深夜） 土曜 2:14 - 2:44（金曜深夜） | 山陰放送         | 鳥取県・島根県 |                                |
| 2018年1月23日 - 7月17日                        | 火曜 2:45 - 3:15（月曜深夜）                              | びわ湖放送       | 滋賀県         | 滋賀県内では実質再放送         |

| 放送期間                | 配信時間               | 放送局                                                                                           |
| ----------------------- | ---------------------- | ------------------------------------------------------------------------------------------------ |
| 2018年1月16日 - 7月10日 | 火曜 12:00 更新        | dアニメストア ニコニコチャンネル GYAO バンダイチャンネル Amazonビデオ ひかりTV U-NEXT アニメ放題 |
|                         | 火曜 20:00 - 20:30     | AbemaTV                                                                                          |
|                         | 火曜 23:30 - 水曜 0:00 | ニコニコ生放送                                                                                   |
| 2018年1月17日 - 7月11日 | 水曜 0:00 更新         | PlayStation Video ビデオパス J:COMオンデマンド                                                   |
| 不明                    | 火曜日                 | Hulu                                                                                             |

| 朝日放送テレビ アニサタ | 朝日放送テレビ アニサタ        | 朝日放送テレビ アニサタ |
| 前番組 | 番組名                         | 次番組 |
| --- | ------------------------------ | --- |
| アイドルマスター SideM | ダーリン・イン・ザ・フランキス | B-PROJECT〜鼓動*アンビシャス〜 （再放送） |
| TOKYO MX・BS11（ANIME+） 土曜 23:30 - 日曜 0:00 枠                                                                                         |                                | |
| アイドルマスター SideM | ダーリン・イン・ザ・フランキス | ゆらぎ荘の幽奈さん |
| メ〜テレ 日曜 2:39 - 3:10（土曜深夜） 枠                                                                                                   |                                | |
| アイドルマスター SideM | ダーリン・イン・ザ・フランキス | 人生酒場〜唄は夜につれママにつれ〜 ※TOKYO MX製作、2:39 - 2:44 【5分繰り下げて継続】ダーリン・イン・ザ・フランキス ※2:44 - 3:15 【5分繰り下げて継続】 |
| メ〜テレ 日曜 2:44 - 3:15（土曜深夜） 枠                                                                                                   |                                | |
| ダーリン・イン・ザ・フランキス ※2:39 - 3:10 【5分繰り下げて継続】ワールドプロレスリング ※テレビ朝日製作、3:10 - 3:40 【5分繰り下げて継続】 | ダーリン・イン・ザ・フランキス | ヘボット! （再放送） |

## BD / DVD
| 巻 | 発売日         | 収録話          | 規格品番      | 規格品番     |
| 巻 | 発売日         | 収録話          | BD限定版      | DVD限定版    |
| -- | -------------- | --------------- | ------------- | ------------ |
| 1  | 2018年4月25日  | 第1話 - 第3話   | ANZX-14441/2  | ANZB-14441/2 |
| 2  | 2018年5月30日  | 第4話 - 第6話   | ANZX-14443/4  | ANZB-14443/4 |
| 3  | 2018年6月27日  | 第7話 - 第9話   | ANZX-14445/6  | ANZB-14445/6 |
| 4  | 2018年7月25日  | 第10話 - 第12話 | ANZX-14447/8  | ANZB-14447/8 |
| 5  | 2018年8月29日  | 第13話 - 第15話 | ANZX-14449/50 | ANZB-1449/50 |
| 6  | 2018年9月26日  | 第16話 - 第18話 | ANZX-14451/2  | ANZB-14451/2 |
| 7  | 2018年10月24日 | 第19話 - 第21話 | ANZX-14453/4  | ANZB-14453/4 |
| 8  | 2018年11月28日 | 第22話 - 第24話 | ANZX-14455/6  | ANZB-14455/6 |

## 評価と影響
中国出身でカナダのSF作家・YouTuberのシーラン・ジェイ・ジャオはニューヨーク・タイムズのベストセラーリストのヤングアダルト・ハードカバー部門で第1位を獲得し、英国SF協会賞若年読者部門を受賞したデビュー作『鋼鉄紅女 (Iron Widow)』（原著2021年刊）に附した謝辞の中で本作について2カ所で言及し、「『ダーリン・イン・ザ・フランキス』の制作者たちへ。この本の男女二人乗り操縦システムの発想のもとであり、巨大ロボットを文学装置として青春とジェンダーとセクシュアリティを描くというアイデアのきっかけになった。」と感謝を記している。また、著者のジャオは取材に対して、本作後半部のストーリー展開への不満から『鋼鉄紅女』を構想したと述べている。

## 関連メディア

### 特別番組
「ダーリン・イン・ザ・フランキス」放送直前特番
放送開始の前週に、全局で放送された特番。物語の見どころや製作スタッフ・キャストのコメントが放送された。
「ダーリン・イン・ザ・フランキス」プレイバック特番
第15話放送の翌週に放送された特番。メインキャストによる第一部・第二部の振り返りや、メイキング映像、スタッフインタビューなどが放送された。ナレーションは小西克幸。
「ダーリン・イン・ザ・フランキス」プレイバック特番II
第19話放送の翌週に放送された特番。最終回に向けて第19話までの振り返りやキャスト・スタッフのインタビューなどが放送された。ナレーションは小西克幸。

### 漫画
矢吹健太朗によるコミカライズ作品が、毎週日曜日に2018年1月14日から2020年1月26日まで集英社のウェブコミック配信サイト『少年ジャンプ+』にて配信された。内容はアニメ版とは異なるIFストーリーが展開され、公開開始から8時間限定で、単行本と同内容の無修正版が配信された。
また、matoによる4コマ漫画『だーりん・いん・ざ・ふらんきす！』が、2018年1月14日より『少年ジャンプ＋』と番組公式Twitterにて2018年7月11日まで毎週日曜、月曜、火曜に更新された。
- Code:000（原作）・矢吹健太朗（漫画） 『ダーリン・イン・ザ・フランキス』 集英社〈ジャンプ・コミックス＋〉、全8巻
  1. 2018年2月2日発売[48]、ISBN 978-4-08-881454-4
  2. 2018年5月2日発売[49]、ISBN 978-4-08-881493-3
  3. 2018年10月4日発売[50]、ISBN 978-4-08-881620-3
  4. 2019年2月4日発売[51]、ISBN 978-4-08-881752-1
  5. 2019年5月2日発売[52]、ISBN 978-4-08-881854-2
  6. 2019年9月4日発売[53]、ISBN 978-4-08-882048-4
  7. 2020年1月4日発売[54]、ISBN 978-4-08-882196-2
  8. 2020年4月3日発売[55]、ISBN 978-4-08-882277-8
- mato 『だーりん・いん・ざ・ふらんきす！』 集英社〈ジャンプ・コミックス＋〉、2018年10月4日発売[56]、ISBN 978-4-08-881621-0

### 書籍
- 『原画集「DARLING in the FRANXX KEY ANIMATION NOTES」』 2018年11月23日発売
- 『ダーリン・イン・ザ・フランキス コンプリートマテリアルブック』 2019年1月18日発売